# 채승석
채승석(蔡昇錫, 1970년 7월 9일 ~ )은 애경개발 사장을 맡고 있는 대한민국의 기업인이다. 애경그룹 창업주 채몽인(蔡夢印)의 3남 1녀 중 막내 아들이다.

## 생애
채승석은 1994년  애경그룹의 평사원으로 입사, 애드벤처월드 와이드·애경개발 전무를 거쳐 2005년 1월에 부사장으로 임명됐다.
2005년 12월 큰 형 채형석, 작은 형 채동석에 이어 애경개발 대표이사 사장에 올랐다. 단국대학교 사학과에서 학사학위를 받았으며 애드벤처 광고2팀 팀장과 애경개발 전무 등을 역임했다. 미스코리아 출신의 전 SBS 아나운서 한성주의 전 남편으로 알려져 있다.

## 학력
- 대원외국어고등학교
- 1989년 ~ 1993년 단국대학교 사학과 학사

## 약력
- 2005년 12월 애경개발 대표이사 사장
- 2005년 1월  애경개발 부사장
- 2000년  애경개발 전무
- 1997년 5월 ~ 2000년 12월 애드벤처 광고2팀 팀장

## 기타
장영신의 막내 아들 채승석은 50만평 18홀 규모의 경기도 광주시 중부 컨트리클럽을 운영하는 애경개발을 맡고 있다. 애경개발은 1987년 출발 당시부터 애경의 계열사 중 유일하게 주력인 세제·화학과 동떨어진 업종이다. 미스코리아 출신으로 한때 SBS 아나운서로도 활동했던 한성주와 1999년 6월 결혼하고 10개월만에 이혼해 화제를 만들기도 했다. 단국대학교 사학과 89학번인 채승석은 형제들 중 유일하게 어머니를 닮아 노래를 잘한다고 한다.